# John Perkins
John Perkins (Hanover, New Hampshire, 28 de Janeiro de 1945) nasceu nos Estados Unidos da América. É ativista na área do meio ambiente e culturas indígenas e também escritor. Seu livro mais conhecido é Confissões de um Assassino Econômico.

## Perfil
Em 1970, ao atuar no  Corpo de Paz, no Equador, conhece um alto executivo da empresa de consultoria internacional MAIN, que é também um agente de alto escalão da Agência de Segurança Nacional. É convidado a entrar para a MAIN, o que faz em 1971, após se submeter, segundo alega, a um treinamento clandestino para tornar-se um assassino econômico.
Faz carreira meteórica na MAIN , tornando-se sócio em 1975. É encarregado de missões na Indonésia, Panamá, Equador e Arábia Saudita, para os quais elabora, segundo alega, estudos econômicos falsos, de sorte a fazer esses países tomarem empréstimos que se revelarão impagáveis no futuro e, assim, tornar-se-iam economicamente dependentes dos países e corporações credores.
Com a morte, em condições suspeitas, dos presidentes Jaime Roldós, do Equador, e Omar Torrijos, do Panamá, decide em 1981 deixar a MAIN e denunciar em livro as atividades da empresa.
No entanto, por conta de supostos subornos e ameaças, adia por anos este projeto e o livro só começa a ser escrito sob o impacto dos atentados de 11 de setembro de 2001. Confissões de um Assassino Econômico é publicado em 2004 e ganha traduções em diversas línguas, inclusive o português.
Em 1982, cria uma empresa de energia elétrica que se utiliza de fontes não agressivas ao meio ambiente e passa a se interessar por culturas indígenas e xamanismo. Visita freqüentemente a Amazônia equatoriana e escreve livros sobre esses temas.
É casado pela segunda vez e tem uma filha, nascida em 1982.

### Atuação de Perkins
A consultoria internacional MAIN, que seria um braço da Agência de Segurança Nacional, possuía um quadro de peritos, todos com vistosos currículos, que conferiam credibilidade a seus projetos econômicos.
Perkins foi contratado inicialmente para fazer previsões de carga energética, ou seja, determinar quanto uma instalação de determinadas dimensão e localização geraria de energia elétrica no futuro e qual seria seu lucro em razão da venda da energia produzida. Esses números eram ultradimensionados de forma a fazer com que os países tomassem empréstimos na expectativa de pagá-los com os lucros a serem auferidos no futuro. Como esses lucros não se concretizavam, os países se tornavam devedores de empréstimos impagáveis.
Estudos semelhantes eram feitos com ferrovias e rodovias, por exemplo, em que o volume estimado de carga transportada no futuro acabava por ficar aquém da realidade.

### Versão do Governo Norte Americano
O Governo dos Estados Unidos desmente as afirmações de Perkins quanto a pretendida vinculação da MAIN a órgãos de segurança e sobre seu treinamento como assassino econômico.
Em extensa informação, contida em sítio oficial, o governo dos Estados Unidos declara que Perkins nunca recebeu orientação verbal ou escrita da ANS durante sua permanência na MAIN e que a ANS não atua na área econômica, mas especificamente  na codificação e decodificação de documentos criptografados.
O sítio insinua que Perkins possa estar ressentido com a ANS, pois teria se candidatado, sem sucesso, a um emprego na Agência, para escapar ao recrutamento militar na época da Guerra do Vietnam, o que acabou conseguindo ao ingressar no Corpo de Paz.

## Obras
- Techniques for Global and Personal Transformation (1997)[1]
- Confissões de um Assassino Econômico - no original Confessions of an Economic Hit Man  (2004)
- The Secret History of the American Empire (2007)
- Hoodwinked: An Economic Hit Man Reveals Why the World Financial Markets Imploded – and What We Need to Do to Remake Them (2009)
- The New Confessions of an Economic Hitman (2016)[2]

## Biografias
Referente a este ativista saíram dois livros:
- «John Perkins», por W. Terry Whalin, em 1996[3]
- «"Gentleman" John Perkins», por W.W. Scott, em 1999[4]